# Geisa
Geisa is een gemeente in de Duitse deelstaat Thüringen, en maakt deel uit van het landkreis Wartburgkreis.
Geisa telt 4.760 inwoners. Naast het eigen bestuur verzorgt de stad als  vervullende gemeente ook het bestuur voor de gemeenten Buttlar, Gerstengrund en Schleid.

## Indeling gemeente
Geisa bestaat naast de kernstad uit de volgende Ortsteile:

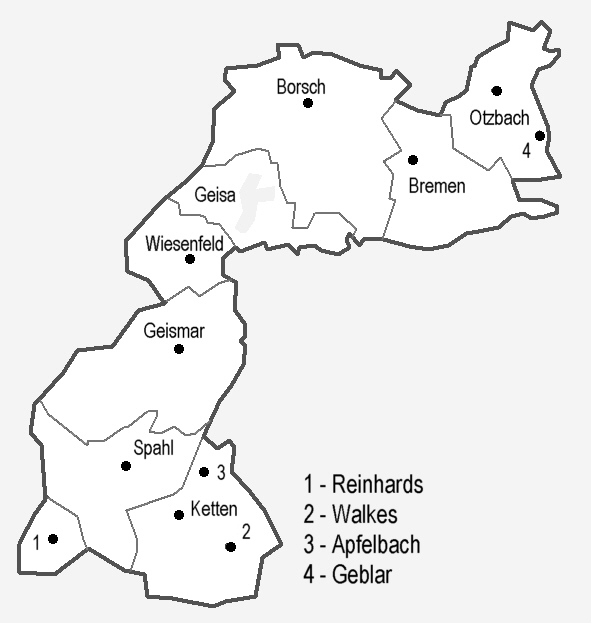
Overzicht van de delen van de stad

- Apfelbach
- Borsch
- Bremen
- Geblar
- Geisa
- Lützenbachshof
- Geismar
- Ketten
- Otzbach
- Reinhards
- Spahl
- Walkes
- Wiesenfeld

## Stad Geisa
Geisa komt al voor in bronnen uit de achtste eeuw. Het was deel van het bezit van het klooster van Fulda. De eerste vermelding als stad dateert uit 1302.

## Geboren
- Paul Geheeb (1870-1961), reformpedagoog

Amt Creuzburg ·
Bad Liebenstein ·
Bad Salzungen ·
Barchfeld-Immelborn ·
Berka v. d. Hainich ·
Bischofroda ·
Buttlar ·
Dermbach ·
Eisenach ·
Empfertshausen ·
Geisa ·
Gerstengrund ·
Gerstungen ·
Hörselberg-Hainich ·
Kaltennordheim ·
Krauthausen ·
Krayenberggemeinde ·
Lauterbach ·
Leimbach ·
Nazza ·
Oechsen ·
Ruhla ·
Schleid ·
Seebach ·
Treffurt ·
Unterbreizbach ·
Vacha ·
Weilar ·
Werra-Suhl-Tal ·
Wiesenthal ·
Wutha-Farnroda